# Marcus Fulvius Paetinus
 (mai 2012).
Si vous disposez d'ouvrages ou d'articles de référence ou si vous connaissez des sites web de qualité traitant du thème abordé ici, merci de compléter l'article en donnant les références utiles à sa vérifiabilité et en les liant à la section « Notes et références ».
Marcus Fulvius Paetinus est un homme politique de la République romaine.

## Biographie
En 299 av. J.C., il est consul. Avec son collègue au consulat Titus Manlius Torquatus, il poursuit le siège de la ville de Nequinum, près de l'actuelle Narni, en Ombrie, commencé par le consul Quintus Appuleius Pansa l'année précédente. Pour ce siège et sa lutte contre les Sabins, il reçoit un triomphe[réf. nécessaire]. Une colonie est ensuite fondée à proximité, qui reçoit le nom de Narnia.